# Грициняк Ігор Іванович
Ігор Іванович Грициняк (нар. 23 вересня 1956, с. Мавковичі, Городоцький район, Львівська область, Мавковичі) — український науковець, доктор сільськогосподарських наук, професор, академік Національної академії аграрних наук України. Директор Інституту рибного господарства Національної академії аграрних наук України.

### Біографія
Народився 23 вересня 1956 року в селі Мавковичі на Львівщині. У 1980 році закінчив Львівський державний університет імені Івана Франка за кваліфікацією економіст. У 2004 році захистив дисертацію та отримав науковий ступінь — кандидат сільськогосподарських наук. У 2008 року Ігорю Грициняку надане наукове звання старшого наукового співробітника, у 2009 році він захистив дисертацію на здобуття вченого ступеня доктора сільськогосподарських наук. Вчене звання професора йому було присуджено 2013 року і тогож ж року обрано дійсним членом-академіком Національної академії аграрних наук України.

### Наукова діяльність
Наукову діяльність Грициняк І. І. розпочав у 1977 році у Львівській дослідній станції Інституту рибного господарства. З січня 2006 року працює директором Інституту рибного господарства НААН.
Інститут рибного господарства Національної академії аграрних наук України — головна наукова установа, що визначає та розробляє перспективні напрями розвитку рибного господарства, координує та здійснює методичне керівництво науково-дослідними роботами з рибництва та рибальства на внутрішніх водоймах України.
Інститутом отримано патенти України на корисну модель отримано на понад 60 наукових розробок у царині аквакультури, де Грициняк І. І. є автором чи співавтором. Матеріали дослідницької роботи висвітлено ним у понад 240 наукових статтях, надрукованих як в Україні, так і за кордоном.
Під його керівництвом захищено дисертацію на здобуття наукового ступеня доктора сільськогосподарських наук (Третяк О. М. «Рибницько-біологічні основи розведення та вирощування веслоноса Polyodon spathula (Walbaum) в аквакультурі України») та 4 дисертації на здобуття наукового ступеня кандидата сільсько-господарських наук — Дерень О. В. «Продуктивна характеристика та природна резистентність різнопородних груп коропа під впливом ехінацеї пурпурової (Echinacea purpurea (L.) Moench)», Петрів В. Б. «Метаболічна і продуктивна дія йоду у ставових риб», Особа І. А. «Генетична оцінка та фізіолого-біохімічні особливості коропів несвицького зонального типу» та Янінович Й. Є. «Підвищення ефективності ставового рибництва за рахунок розширення полікультури риб».
Наукові дослідження Грициняка І. І. присвячені розробленню та удосконаленню ресурсоощадних технологій вирощування товарної риби і рибопосадкового матеріалу, спеціальних препаратів для профілактики, боротьби з хворобами і підвищення імунітету риб, селекційній справі, годівлі риб.
Внаслідок цілеспрямованої багаторічної роботи селекціонерами за участю Грициняка І. І. були виведені три нових внутрішньопорідних типи українських коропів, які мають високу продуктивність, стійкість до зимівлі і хвороб.
Також за безпосередньої участі Грициняка І. І. науковцями Інституту вперше в Україні вивчаються можливості і розробляються рекомендації щодо збагачення м'яса риб окремими мікроелементами і в першу чергу йодом та селеном за рахунок включення його до складу кормів для риб.
В результаті проведених під керівництвом Грициняка I. I. наукових досліджень вперше здійснено системне вивчення взаємозв'язків між білковим поліморфізмом крові, природною резистентністю, активністю імунної та антиоксидантної систем, а також окремими сторонами обміну білків і ліпідів у коропів різного походження. Вивчена генетична структура різних внутрішньопорідних типів українських порід коропа та їх гібридних форм шляхом дослідження поліморфізму білків і ферментів.
Важливе місце в його діяльності займають розробки селекційно-генетичного спрямування. За його ініціативи в Інституті створена перша в країні спеціалізована лабораторія молекулярної генетики в рибництві та лабораторія вірусології і бактеріології.
В Інституті активно розвиваються дослідження, пов'язані з низькотемпературним зберіганням статевих продуктів господарсько-цінних, рідкісних і зникаючих видів риб різного походження, удосконалюються методи кріобіотехнологій. Також вперше створено кріобанк різних видів промислових і червонокнижних риб України.

### Міжнародне співробітництво
Грициняк І. І. є членом Ради директорів з питань міжнародного співробітництва Мережі наукових центрів аквакультури країн Східної і Центральної Європи (NACEE) [Архівовано 15 вересня 2016 у Wayback Machine.], основним завданням якої є координація науково-дослідних робіт з проблем водних біоресурсів і аквакультури в цьому регіоні. Очолений ним Інститут рибного господарства НААН є співвиконавцем за темами: селекція коропів, осетрівництво, збереження водних біоресурсів та інших. В теперішній час Інститут бере участь у проекті «Технологічна платформа розвитку аквакультури в Центральній та Східній Європі з можливістю подальшої інтеграції у спільний європейський науковий простір». Інститут також є членом Європейської асоціації аквакультури, з якою працює за пріоритетними напрямами наукових досліджень в галузі рибництва.
Під його керівництвом вчені Інституту рибного господарства Національної академії аграрних наук України співпрацюють з понад тридцятьма науковими установами 17 країн Європи, Азії і Америки. Основний напрям — об'єднання зусиль вчених на розв'язанні проблем водних біоресурсів та аквакультури. З науковими установами Польщі, Угорщини, США, РФ, Білорусі розроблені програми стажування молодих вчених та освоєння нових методів і методик досліджень, селекції, молекулярно-генетичних та біохімічних досліджень.

### Журнал «Рибогосподарська наука України»
Грициняк І. І. — головний редактор наукового журналу «Рибогосподарська науки України», що видається з 2007 року (е-ISSN 2312-9581, ISSN 2075—1508, DOI: 10.15407/fsu). Рибогосподарська наука України" входить до Переліку фахових видань України, в яких можуть публікуватися результати дисертаційних робіт на здобуття ступенів доктора і кандидата наук (біологічні та сільськогосподарські науки), затверджено 08.07.2009 р., переатестовано у 2014 році згідно з наказом Міністерства освіти і науки України № 1273 від 06.11.2014 р. Статті публікуються українською, російською чи англійською мовами. Періодичність виходу — 4 рази на рік. Журнал відкритий для вільного доступу головною науковою бібліотекою України — Національною бібліотекою України ім. В. І. Вернадського Національної Академії наук України (https://web.archive.org/web/20120815102459/http://www.nbuv.gov.ua/). Редакція журналу вважає пріоритетним напрямом розвитку його включення у міжнародні реферативні та наукометричні бази даних. На початок 2016 року він представлений в таких базах даних як: Directory of Open Access Journals (DOAJ) [Архівовано 5 травня 2016 у Wayback Machine.], DOI (The Digital Object Identifier) [Архівовано 19 лютого 2011 у Wayback Machine.], [ Ulrich's Periodicals Directory Ulrich's Periodicals Directory], Open Academic Journals Index (OAJI) (http://oaji.net/ [Архівовано 14 квітня 2016 у Wayback Machine.]), ResearchBib (http://www.researchbib.com/ [Архівовано 23 квітня 2016 у Wayback Machine.]), Наукова електронна бібліотека eLIBRARY.RU, ROAD — каталог наукових ресурсів відкритого доступу [Архівовано 27 квітня 2016 у Wayback Machine.], має профіль у Google Scholar [Архівовано 14 квітня 2016 у Wayback Machine.] та «Українські Наукові Журнали» [Архівовано 5 квітня 2016 у Wayback Machine.].

### Нагороди
За досягнення в розвитку аквакультури Грициняку І. І. присуджено почесне звання «Заслужений працівник сільського господарства України», «Почесний працівник рибного господарства», «Лідер агропромислового виробництва». Він нагороджений орденами «За заслуги» III ступеня, Святого Володимира, Архістратига Михаїла, Георгія-Побідоносця, Христа-Спасителя, Почесною грамотою ЦВК, трудовою відзнакою «Ветеран рибного господарства», Почесною грамотою Кабінету Міністрів України та іншими державними відзнаками.